# U-Bahn-Station Alte Donau
Alte Donau is een metrostation in het district Donaustadt van de Oostenrijkse hoofdstad Wenen. Het station werd geopend op 3 september 1982 en wordt bediend door lijn U1. Het station is genoemd naar een meander van de Donau die tussen 1870 en 1875 werd afgedamd. Vanaf het begin van de 20e eeuw heeft het gebied zich tot een recreatie- en vrijetijdsgebied ontwikkeld.
Het viaductstation ligt boven de oever van de Alte Donau, de twee zijperrons steken uit in de Alte Donau boven een strekdam. Ten zuiden van het station liggen aanlegsteigers voor de pleziervaart, ten noorden liggen volkstuintjes. Het stationsgebouw ligt onder de sporen aan de Arbeiterstrandbadstraße.
De stationshal en de perrons zijn onderling verbonden met trappen en liften. De bushaltes bij het station maken een overstap op lijn 20A naar Neue Donau mogelijk. In het zwemseizoen (mei – september) rijdt ook lijn 20B voor badgasten die alleen de haltes langs de Alte Donau bedient, inclusief de de halte Angelibad waar lijn 20A niet stopt.
Vlak bij het station liggen het Bundesbad Alte Donau, het Arbeiterinnenstrand, het sportcomplex van de ÖBB en vele volkstuincomplexen.

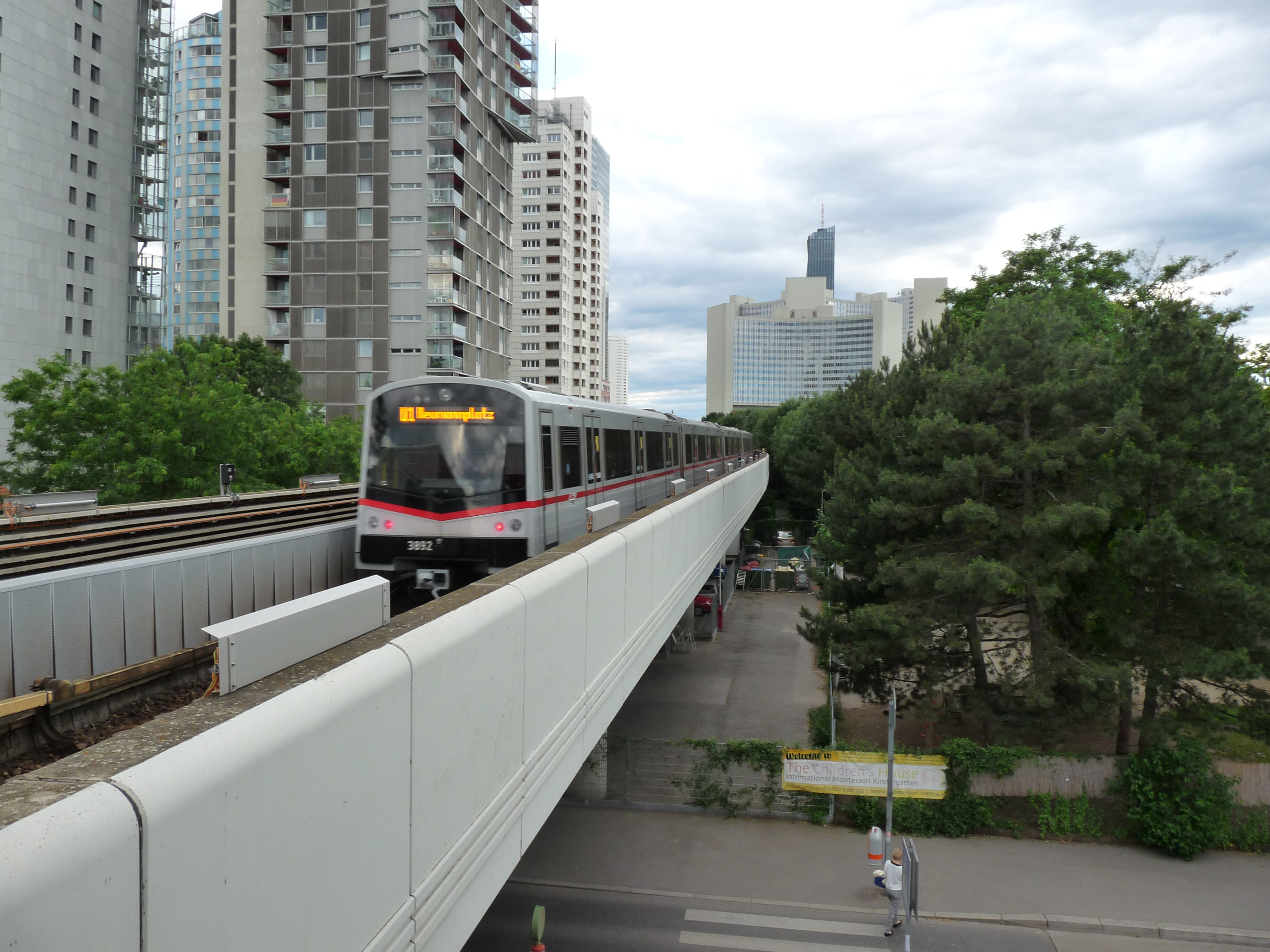
Een metrostel van de reeks V op het viaduct tussen Alte Donau en Kaisermühlen.
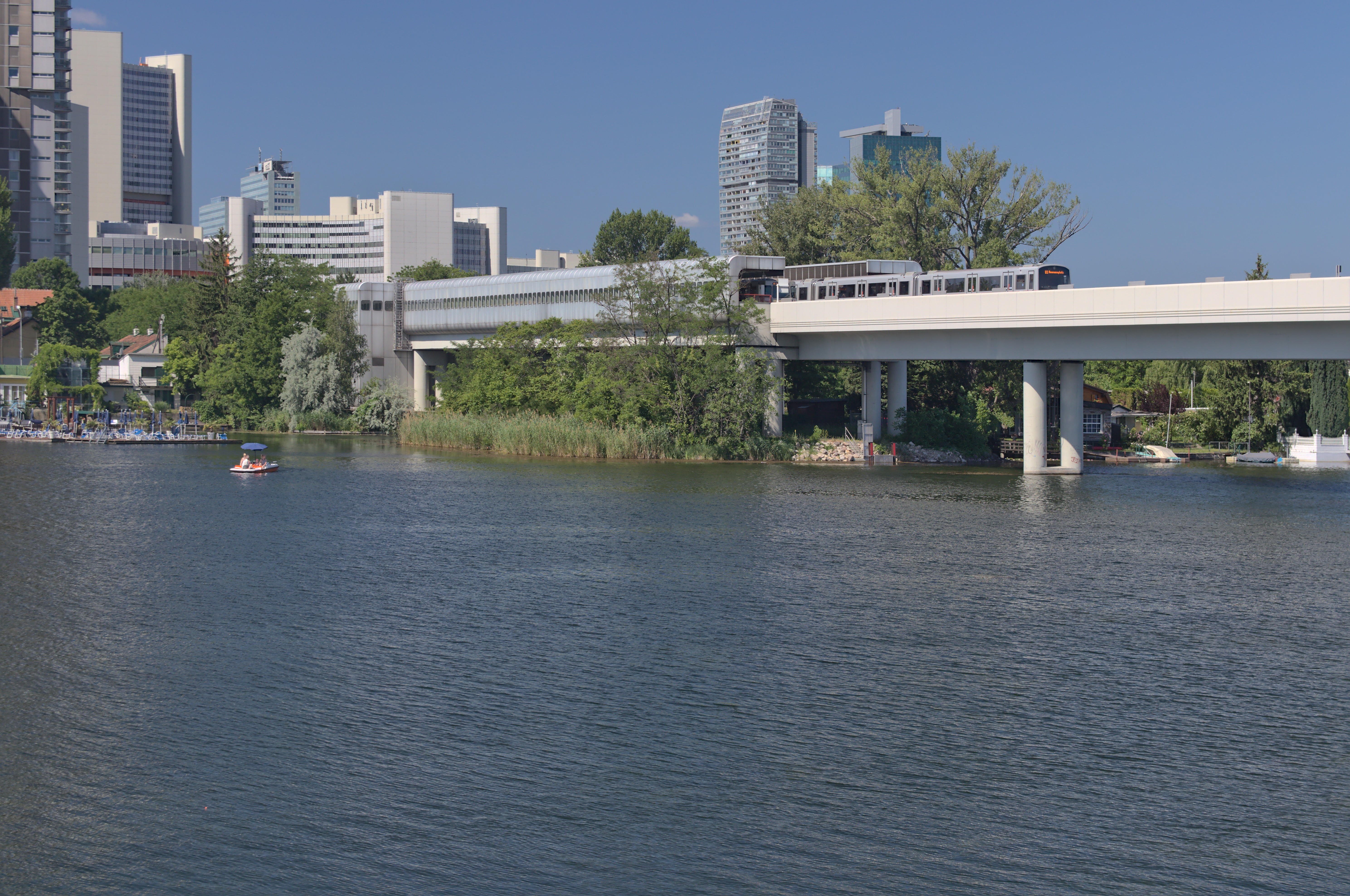
Het station gezien vanaf de Alte Donau.